# Мост (альбом)
«Мост» — дебютный студийный альбом проекта «Степ», инициированного бывшим ударником группы «Трек» Евгением Димовым. Проект также примечателен тем, что в составе засветились отцы-основатели «Наутилуса» Вячеслав Бутусов и Дмитрий Умецкий, а также будущий барабанщик «Агаты Кристи» Пётр Май.
Единственный официально изданный альбом проекта.

## Об альбоме
«Мост» был записан в Свердловске и Каменске-Уральском в 1984-85 годах, но во время первого выхода в магнитофонном варианте не вызвал особого интереса. После чего «Степ» стал готовить новую программу, которая так и не была закончена, но песни с неё попали в переиздание «Моста» на CD. Более того, руководитель «Степа» Димов решил немного изменить стиль музыки коллектива в сторону гранжа.
На I фестивале Свердловского рок-клуба в марте 1986 года «Степ» представил новую программу в стиле, напоминающем нечто среднее между хэви-металом и панк-роком. Публика успешно приняла коллектив, но это событие стало началом конца «Степа» — Бутусов и Умецкий посвятили себя «Наутилусу», Май продолжил музицировать в составе ВИА РТФ УПИ (будущей «Агате Кристи»), Игорь Скрипкарь занялся «Кабинетом». Димов набрал новый состав, с которым выступил через год на II фестивале Свердловского рок-клуба 31 мая 1987 года в ДК УЗТМ. Выступление обновлённого «Степа» ничем не запомнилось, после чего тот продолжил работать студийно и концертной деятельностью не занимался. В период студийной деятельности «Степ» записал ещё два альбома — «Кокс» (1987) и «Мост II» (1996).
Через год после записи и первого распространения «Моста» его подлинник был утерян. Только в конце 1990-х оригинальная запись была найдена, восстановлена и издана на CD как сольный альбом Вячеслава Бутусова.

## Список композиций

### Оригинальный магнитоальбом
| Трек | Название            | Время |
| ---- | ------------------- | ----- |
| 1    | Мечта               | 3:03  |
| 2    | Аэропорт            | 1:44  |
| 3    | Меткий стрелок      | 3:12  |
| 4    | Карандаш по стеклу  | 2:44  |
| 5    | Посвящение «N»      | 5:45  |
| 6    | Защити              | 3:35  |
| 7    | Окна друзей         | 2:50  |
| 8    | Заповедник духа     | 2:43  |
| 9    | Завтра будет солнце | 2:42  |

Существовал также расширенный вариант магнитоальбома с композициями «Птицелов» и «Золотое крыльцо».

### Издание на CD
| Трек | Название            | Время |
| ---- | ------------------- | ----- |
| 1    | Мечта               | 3:06  |
| 2    | Меткий стрелок      | 3:15  |
| 3    | Карандаш по стеклу  | 2:45  |
| 4    | Посвящение «N»      | 5:51  |
| 5    | Защити              | 3:58  |
| 6    | Окна друзей         | 2:54  |
| 7    | Заповедник духа     | 2:45  |
| 8    | Завтра будет солнце | 2:40  |

#### Бонус-треки
| Трек | Название                 | Время |
| ---- | ------------------------ | ----- |
| 9    | Аэропорт                 | 1:43  |
| 10   | Птицелов                 | 2:48  |
| 11   | Золотое кольцо           | 2:16  |
| 12   | Rock-n-Roll под облаками | 2:34  |
| 13   | Название в прошлом       | 4:37  |

## Участники записи
- Вокал, голос – Вячеслав Бутусов
- Бас, идеи – Дмитрий Умецкий, Игорь Скрипкарь, Пётр Май, Андрей Степанов
- Ударные, автор, музыка – Евгений Димов
- Звук – Александр Гноевых
- Гитара – Андрей Степанов
- Клавишные – Борис Красуцкий, Дмитрий Шариков
- Аранжировка – Борис Красуцкий, Вячеслав Бутусов, Евгений Димов
- Тексты – Дмитрий Азин (1—5, 7—11), Аркадий Куперин (6)
- Музыка – Евгений Димов, кроме Андрей Балашов (5), Борис Красуцкий (8), Андрей Степанов (10)

«Мост» был записан в 1984—1985 годах в Свердловске и Каменске-Уральском.
Оформление обложки альбома — Олег Ракович (1985), Дмитрий Константинов (1997).